# Jean-Hugues Anglade
Jean-Hugues Anglade (* 29. července 1955 Thouars, Deux-Sèvres) je francouzský filmový a televizní herec, režisér a scenárista, držitel Césara.

## Život a kariéra
Narodil se do rodiny veterináře a sociální pracovnice. Herectví vystudoval na pařížské konzervatoři CNSAD, kde byl jeho učitelem Antoine Vitez.
Od roku 1977 hrál v divadle a v televizi. V roce 1983 hrál ve svém prvním významnějším filmu Poraněný člověk, ve kterém přesvědčivě ztvárnil postavu homosexuála a za svůj výkon byl poprvé nominován na Césara.
V osmdesátých a devadesátých letech 20. století byl na Césara nominován celkem šestkrát. K významnějším nebo známějším filmům, ve kterých hrál, patří například Podzemka (1985), Brutální Nikita (1990) a Leon (1994) od Luca Bessona nebo Královna Margot z roku 1994, za kterou získal o rok později svého jediného Césara.
Celkem hrál v přibližně sedmdesáti filmech a seriálech. Od roku 2000 notně spolupracuje s televizí a hraje v mnoha snímcích zahraničních režisérů, většinou ale nevalné umělecké úrovně. K nejkvalitnějším titulům nového tisíciletí, ve kterých se objevil, patří francouzský televizní seriál Zvláštní jednotka, který připravuje Olivier Marchal.
Kromě herecké činnosti napsal několik knih.
21. srpna 2015 byl lehce zraněn během útoku islamisty vyzbrojeného útočnou puškou AKM na rychlovlak Thalys.

## Filmografie (výběr)

### Celovečerní filmy
- 1983 : Poraněný člověk (L'Homme blessé), režie Patrice Chéreau
- 1984 : Nebezpečná partie (La Diagonale du fou), režie Richard Dembo
- 1985 : Podzemka (Subway), režie Luc Besson
- 1986 : 37,2 po ránu (37°2 le matin), režie Jean-Jacques Beineix
- 1987 : Bolest lásky (Maladie d'amour), režie Jacques Deray
- 1989 : Indické nokturno (Nocturne indien), režie Alain Corneau
- 1990 : Brutální Nikita (Nikita), režie Luc Besson
- 1993 : Zabít Zoe (Killing Zoe), režie Roger Avary
- 1994 : Královna Margot (La Reine Margot), režie Patrice Chéreau
- 1994 : Leon (Léon), režie Luc Besson
- 1995 : Nelly a pan Arnaud (Nelly & Monsieur Arnaud), režie Claude Sautet
- 1995 : Řekni mi své ano (Dis-moi oui...), režie Alexandre Arcady
- 1996 : Spřízněni volbou (Le Affinità elettive), režie Vittorio Taviani a Paolo Taviani
- 2000 : Posedlost (En face), režie Mathias Ledoux
- 2000 : Profesor (Le Prof), režie Alexandre Jardin
- 2001 : Mortel transfert (Mortel transfert), režie Jean-Jacques Beineix
- 2002 : Sueurs (Sueurs), režie Louis-Pascal Couvelaire
- 2003 : Il est plus facile pour un chameau... (Il est plus facile pour un chameau...), režie Valeria Bruni Tedeschiová
- 2003 : Tvoje ruce na mé půlce (Laisse tes mains sur mes hanches), režie Chantal Lauby
- 2005 : Výročí (L'Anniversaire), režie Diane Kurys
- 2009 : Perzekuce (Persécution), režie Patrice Chéreau
- 2009 : Villa Amalia (Villa Amalia), režie Benoît Jacquot
- 2010 : Ve spánku (Dans ton sommeil), režie Caroline du Potet a Éric du Potet
- 2011 : Markýz (Le Marquis), režie Dominique Farrugia

### Televize
- 1983 : Na příkaz krále (Par ordre du Roy), televizní film, režie Pierre Dumayet a Michel Mitrani
- 2005 : Není nebe nad Afrikou (Kein Himmel über Afrika), televizní film, režie Roland Suso Richter
- 2008 : Neptunův trojzubec (Sous les vents de Neptune), televizní film, režie Josée Dayan
- 2009 : Zvláštní jednotka (Braquo), televizní seriál, režie Olivier Marchal a Frédéric Schoendoerffer
- 2010 : Obávané místo (Collection Fred Vargas: Un lieu incertain), televizní film, režie Josée Dayan

## Ocenění

### César
Ocenění
- 1995: César pro nejlepšího herce za film Královna Margot

Nominace
- 1984: César pro nejslibnějšího herce za film Poraněný člověk
- 1986: César pro nejlepšího herce ve vedlejší roli za film Podzemka
- 1987: César pro nejlepšího herce za film 37,2 po ránu
- 1990: César pro nejlepšího herce za film Indické nokturno
- 1996: César pro nejlepšího herce ve vedlejší roli za film Nelly a pan Arnaud
- 2010: César pro nejlepšího herce ve vedlejší roli za film Perzekuce

### Jiná ocenění
- 1987: Cena Jeana Gabina